# Mường Bú
Mường Bú là một xã thuộc huyện Mường La, tỉnh Sơn La, Việt Nam.
Xã Mường Bú có diện tích 88,73 km², dân số năm 1999 là 7.060 người, mật độ dân số đạt 79 người/km².